# Белгийска бяла бира
Уит бира (на нидерландски: Witbier; на френски: Bière blanche – в превод Бяла бира), известна и като Белгийска бяла пшенична бира, е традиционна белгийска бира, тип ейл, приготвена на основата на пшеница и ечемичен малц, със съдържание на алкохол от 4,5 до 5,5 об. %.

## История
Белгийската бяла пшенична бира има над 600-годишна история и се вари в Хугарден, Фландрия, от 1318 г.
През 1956 г. поради намаленото търсене на този вид бира, е затворена и последната пивоварна в Хугарден.
През 1965 г. известният белгийски пивовар Пиер Селис основава собствена пивоварна в Хугарден, наречена „Brouwerij Celis“, и през март 1966 г. пуска на пазара традиционната белгийска бяла бира с марката „Hoegaarden“.
През 1980 г. компанията се мести в нови помещения и се преименува на „Brouwerij de Kluis“. През 1985 г. сградата на пивоварната изгаря при пожар и средства за възстановяването дава най-голямата белгийска пивоварна компания „Interbrew“, която впоследствие придобива и самата търговска марка. Белгийската уит бира се прави основно в Белгия, но също така и във Франция, Нидерландия и САЩ.

## Характеристика
Независимо от редица общи характеристики с останалите видове пшенична бира, най-вече от гледна точка на основните съставки (ечемичен малц и пшеница или пшеничен малц), бялата белгийска бира може да се отдели в отделен, самостоятелен вид бира. Оригиналният ѝ характер се придава от използването на кори от кюрасао, настърган кориандър, както и на други билки и подправки.
Своето име („бяла“) този вид бира получава най-вече заради своята непрозрачност и светъл, бледожълт цвят. Цветът варира от светлосламен да светлозлатист. Бирата е нефилтрирана и мътна (което и придава млечен жълто-бял вид, и образува плътна бяла пяна.
За производството на белгийската бяла бира се използват около 50 % непокълнала (немалцувана) пшеница и 50 % светъл ечемичен малц (обикновено пилзенски малц). В някои версии се използва и до 5 – 10 % овес. Подправките във вид на настърган кориандър и кори от кюрасао, а понякога и кори от сладък портокал, придават сладък аромат. Като подправки се ползват и лайка, кимион, канела, райски зърна и др., които придават комплексност във вкуса и аромата, но те са по-незабележими. Белгийската бяла пшенична бира е типичен ейл, получен посредством висока ферментация.
Отличителни особености на тази бира са: леката и приятна киселинност, която се дължи на това, че бирата не се филтрира и в бутилката остават живи дрожди, които продължават ферментацията и след бутилиране на бирата; искристост, обусловена от високата карбонизация (газировка); сложен и богат аромат, в който присъстват плодове и подправки, а също така практически отсъстващата горчивина, поради минималното съдържание на хмел. Вкусът е сладък, пикантен, ароматът – богат и плодов – с нотки на портокал, цитруси, кориандър, мед, ванилия и подправки.
Този уникален и изискан вкус и аромат е резултат на историческите традиции. В средните векове тази бира се вари без използване на хмел. Като ароматизатори всеки производител използва определена комбинация от билки и подправки. Днес като ароматизатори се използват настърган кориандър, кори от горчив (кюрасао от Антилските острови) и даже сладък портокал, билки и подправки, както и незначително количество хмел. Друга традиционна особеност на белгийската бяла бира е ниското ѝ алкохолно съдържание, което обикновено е в рамките на 4,4 – 5,5 об.%.

## Търговски марки
Най-популярната марка белгийска бяла бира е „Hoegaarden Wit“, която се произвежда от международната компания „Инбев“.
Други известни марки са: Vuuve 5, Blanche de Bruges, Blanche de Bruxelles, Brugs Tarwebier, Sterkens White Ale, Celis White, Blanche de Brooklyn, Great Lakes Holy Moses, Unibroue Blanche de Chambly, Blue Moon Belgian White, Allagash White Ale, Blanche de Namur, Blue Moon White Ale, Wieckse Witte, Victory Whirlwind Witbier и др.

## Уит бира в България
През април 2005 г. „Каменица“АД пуска в продажба „Каменица Бяло“ – първата нефилтрирана пшенична бира на българския пазар. След неособено успешното ѝ представяне бирата е спряна от продажба.
През юни 2011 г. „Каменица“АД пуска на българския пазар „Каменица Пшенично“ – нефилтрирана горноферментирала пшенична бира в белгийски стил. Бирата е създадена по рецепта, разработена съвместно от български, белгийски и хърватски екип специалисти пивовари. Както при всички пшенични пива, характерна черта на „Каменица Пшенично“ е нейната естествена мътност, вследствие липсата на филтриране. Бирата съдържа известно количество живи дрожди, които повишават значително биологичните ѝ качества. Нефилтрирането я доближава до т.нар. „жива бира“, но се отличава от нея със значително по-голяма трайност.